# Sebastiano Ayala
Sebastiano Ayala o d'Ayala (Castrogiovanni, 28 febbraio 1744 – Vienna, 29 dicembre 1817) è stato un presbitero, scrittore e politico italiano.

## Biografia
Nato in Sicilia da nobile famiglia, Ayala entrò ancora giovane nella Compagnia di Gesù. Studiò prima a Palermo e poi a Malta. Dopo la cacciata dei gesuiti dall'isola si stabilì a Roma, dove studiò per due anni teologia presso il Collegio Romano. Ayala mostrò una grande inclinazione per le discipline scientifiche, in particolare per l'astronomia. Nel 1767 fu inviato a Vienna a perfezionare i suoi studi con Maximilian Hell, che era appena tornato dall'isola di Vardø dove si era recato su richiesta del re di Danimarca per osservare il transito di Venere.
Dopo lo scioglimento della Compagnia di Gesù rimase a Vienna, dove entrò in relazione di familiarità con lo statista austriaco Wenzel Anton von Kaunitz-Rietberg, che diresse la politica estera dell'Impero asburgico durante i regni di Maria Teresa, Giuseppe II e di Leopoldo II. Nel 1793 divenne ministro della repubblica di Ragusa presso la corte imperiale. Nel corso degli anni scrisse alcuni libri sia in italiano che in francese, tutti rigorosamente in forma anonima, alcuni anche postumi (del 1802).
Amico di Metastasio, Ayala ne scrisse una biografia e curò l'edizione delle sue opere postume. La sua opera maggiore, De la liberté et de l'égalité des hommes (1792), è una sferzante critica dei principi scaturiti dalla Rivoluzione francese: diritti naturali, libertà costituzionale ed eguaglianza politica. Ayala fu influenzato dal pensiero politico di Montesquieu e dalle idee controrivoluzionarie di Edmund Burke. Vero e proprio best seller della letteratura controrivoluzionaria, l'opera fu pubblicata a Vienna nel 1792 e uscì in versione italiana l'anno successivo nella stessa Vienna e a Torino.

## Opere
- De la liberté et de l'égalité des hommes et des citoyens avec des considérations sur quelques nouveaux dogmes politiques par mr. le comte D'Ayala, Vienna, Ignace Alberti, 1792.
- Opere postume di Pietro Metastasio, Vienna, Ignace Alberti, 1795.
- Vita di Metastasio, Vienna, 1803.
- Dei difetti dell'antico vocabolario della Crusca, che dovrebbero correggersi nella nuova edizione, Vienna, stamperia di Antonio Strauss, 1811.
- Lettera apologetica della persona e del regno di Pietro il Grande contro le grossolane calunnie di Mirabeau, [s.l.] [s.d.]